# Федеративні Штати Мікронезії на Чемпіонаті світу з водних видів спорту 2015
Федеративні Штати Мікронезії взяли участь у Чемпіонаті світу з водних видів спорту 2015, який пройшов у Казані (Росія) від 24 липня до 9 серпня.

## Плавання
Мікронезійські плавці виконали кваліфікаційні нормативи в дисциплінах, які наведено в таблиці (не більш як 2 плавці на одну дисципліну за часом нормативу A, і не більш як 1 плавець на одну дисципліну за часом нормативу B):
Чоловіки
| Спортсмен         | Дисципліна           | Попередній заплив | Попередній заплив | Півфінал        | Півфінал        | Фінал           | Фінал           |
| Спортсмен         | Дисципліна           | Час               | Місце             | Час             | Місце           | Час             | Місце           |
| ----------------- | -------------------- | ----------------- | ----------------- | --------------- | --------------- | --------------- | --------------- |
| Діонісіо Августін | 50 м вільним стилем  | 26.92             | 90                | Завершив виступ | Завершив виступ | Завершив виступ | Завершив виступ |
| Діонісіо Августін | 50 м брасом          | 33.91             | 67                | Завершив виступ | Завершив виступ | Завершив виступ | Завершив виступ |
| Калео Кіхленг     | 100 м вільним стилем | 1:01.71           | 111               | Завершив виступ | Завершив виступ | Завершив виступ | Завершив виступ |
| Калео Кіхленг     | 50 м батерфляєм      | 30.15             | 69                | Завершив виступ | Завершив виступ | Завершив виступ | Завершив виступ |

Жінки
| Спортсменка   | Дисципліна          | Попередній заплив | Попередній заплив | Півфінал         | Півфінал         | Фінал            | Фінал            |
| Спортсменка   | Дисципліна          | Час               | Місце             | Час              | Місце            | Час              | Місце            |
| ------------- | ------------------- | ----------------- | ----------------- | ---------------- | ---------------- | ---------------- | ---------------- |
| Дебра Даніель | 50 м вільним стилем | 30.48             | 93                | Завершила виступ | Завершила виступ | Завершила виступ | Завершила виступ |
| Дебра Даніель | 50 м на спині       | 33.75             | 48                | Завершила виступ | Завершила виступ | Завершила виступ | Завершила виступ |